# The R.E.D. Album
The R.E.D. Album ist das vierte Studioalbum des US-amerikanischen Rappers The Game. Es erschien am 19. August 2011 über die Labels DGC Records und Interscope Records.

## Titelliste
1. Dr. Dre Intro – 0:26
2. The City (feat. Kendrick Lamar) – 5:41
3. Drug Test (feat. Dr. Dre, Snoop Dogg und Sly) – 2:46
4. Martians vs. Goblins (feat. Tyler, the Creator und Lil Wayne) – 3:48
5. Red Nation (feat. Lil Wayne) – 3:49
6. Dr. Dre 1 – 0:25
7. Good Girls Go Bad (feat. Drake) – 4:38
8. Ricky – 4:07
9. The Good, the Bad, the Ugly – 2:28
10. Heavy Artillery (feat. Rick Ross und Beanie Sigel) – 4:14
11. Paramedics (feat. Young Jeezy) – 4:56
12. Speakers on Blast (feat. Big Boi und E-40) – 5:11
13. Hello (feat. Lloyd) – 3:49
14. All the Way Gone (feat. Wale und Mario) – 4:07
15. Pot of Gold (feat. Chris Brown) – 3:21
16. Dr. Dre 2 – 0:24
17. All I Know – 4:03
18. Born in the Trap – 3:46
19. Mama Knows (feat. Nelly Furtado) – 3:52
20. California Dream – 6:12
21. Dr. Dre Outro – 0:30

## Rezeption

### Charts
The R.E.D. Album erreichte Platz 1 der US-amerikanischen Billboard 200. Insgesamt konnte sich die Veröffentlichung 11 Wochen in den Album-Charts der Vereinigten Staaten halten. In Kanada belegte das Album Rang 2 der Charts. Mit Position 22 war The R.E.D. Album auch in den deutschen Album-Charts vertreten.

### Kritik
Die E-Zine Laut.de bewertete The R.E.D. Album mit drei von möglichen fünf Punkten. Aus Sicht des Redakteurs Alexander Austel sei es ein Album, das „durchaus seine schönen Momente“ aufweise, jedoch durch eine gekürzte „Gäste- sowie […] Trackliste […] deutlich mehr bewirkt und besser gefallen“ hätte. So sei es ein Makel, dass die „vielen, größtenteils hochkarätigen Gäste […] Game von der Sturmspitze verdrängen“ und dieser „zum Auswechselspieler“ mutiere. Das Stück The City treffe dagegen „genau den Hip Hop-Nerv eines jeden Rap-Verliebten.“ The Game werde durch einen „beängstigende[n], atmosphärische[n] Beat aus der Feder von Cool & Dre“ zu „Höchstleistungen“ verholfen. Dennoch werden die Produktionen als „Manko“ kritisiert. So vermisst Austel etwa Beiträge von Dr. Dre, der „ruhig mal den einen oder anderen Beat [hätte] springen lassen können, als nur im Intro, Outro und den zwei Skits ein wenig über das Leben des Drogenbarons zu berichten.“ Auch die Hooklines zu Hello und All The Way Gone sowie die Beiträge von Lil Wayne auf Red Nation und von Chris Brown auf Pot Of Gold werden negativ kritisiert.